# Прсни оклоп
Прсни оклоп (енгл. Breastplate, Cuirass, фр. Cuirasse) је делимични плочасти оклоп за заштиту груди и леђа, који је био у употреби од старог века до Првог светског рата.

## Историја
Први плочасти оклопи за заштиту груди и леђа појавили су се у Античкој Грчкој (од 6. до 4. века пре н.е), а састојали су се од грудне и леђне бакарне или бронзане плоче, које су биле спојене шаркама или каишима. Слични, декоративни прсни оклопи  (лат. lorica musculata) користили су и у античком Риму (од 4. века пре н.е. до 5. века н.е), али су их због скупе израде користили само официри и коњаници, док је већина пешадије имала јефтиније оклопе од кожних или металних трака (лат. lorica segmentata). У средњем веку (од 5. до 15. века) плочасте прсне оклопе замениле су верижњаче, а плочасти прсни оклопи поново су ушли у употребу као део пуног оклопа у 15. веку (готски оклоп) и 16. веку (максимилијански оклоп). Са појавом ватреног оружја и напуштањем пуног оклопа крајем 16. века, плочасти прсни оклопи су до почетка 17. века, уз шлемове, остали једина заштитна опрема како коњаника (аркебузири, рајтери, кирасири), тако и пешака (ландскнехти, копљаници). Француски кирасири задржали су прсне оклопе све до почетка Првог светског рата.